# Едвін Еббот
Едвін Еббот Еббот (англ. Edwin Abbott Abbott, 20 грудня 1838 р. — 12 жовтня 1926 р.) — британський вчитель і богослов, визнання отримав за сатиричну повість «Флатландія» («Flatland») (1884). Доктор (Dr.), член Британської академії від 1913 року.

## Біографія
Едвін Еббот Еббот — старший син Едвіна Еббота (1808—1882), директора філологічної школи, St Marylebone Grammar School, і його дружини, Джейн Еббот (1806—1882). Його батьки були двоюрідними братом і сестрою.
Едвін Еббот (мол.) здобув освіту в школі Лондонського Сіті і в Кембриджському коледжі Св. Іоанна,- опанував курси класики, математики та богослов'я, здобувши в коледжі кваліфікаційний ступінь. Є думка, що Еббот удостоївся премії Смітта в галузі прикладної математики. В 1862 р. Еббот призначений керівником школи ім. короля Едварда, Бірмінгем, а з 1865 р. він стає директором школи лондонського Сіті у віці всього 26 років, в якій під керівництвом Еббота навчалися майбутній прем'єр-міністр Г. Асквіт. В школі Еббот читав богослівський спецкурс Hulsean Lectures (1876 р.).
На пенсію Еббот вийшов у 1889 році і надалі присвятив себе літературній і богословської діяльності. Ліберальні погляди Еботта проявилися як в теології, так і в його книгах.

## Творчі здобутки

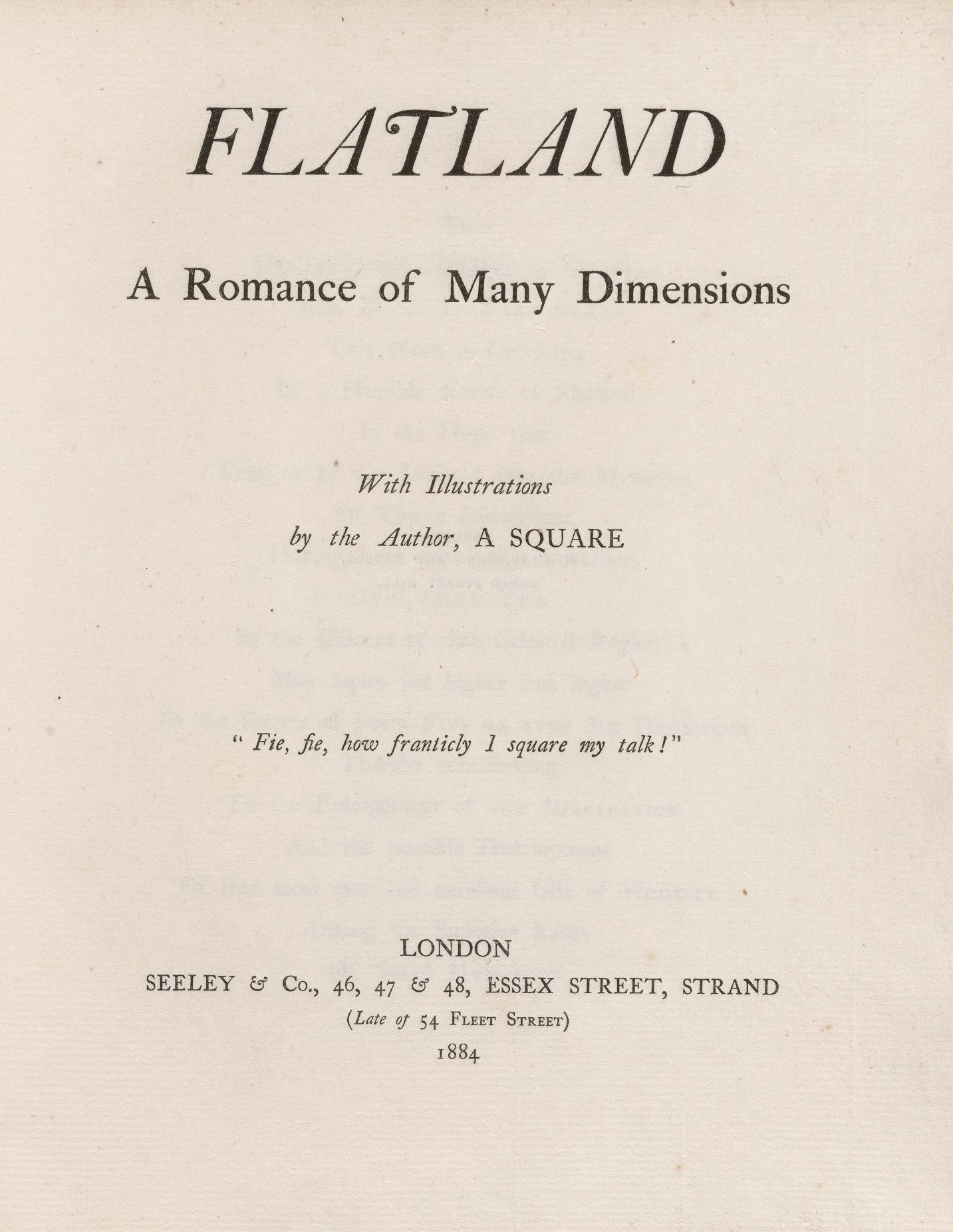

«Шекспірівська граматика» (1870) стала вагомим внеском у британську філологічні думку. У 1885 році Еббот опублікував життєпис Френсіса Бекона. Серед його богословських праць — три анонімні новели — «Philochristus» (1891), в якій він прагнув пробудити мотивацію до вивчення Євангелія, «Onesimus» (1882) і «Silanus the Christian» (1908).
Серйознішими виявилися також анонімні богословські праці «The Kernel and the Husk» (1886), «Philomythus» (1891), книга «The Anglican Career» про кардинала Ньюмена (1892), а також його стаття «Євангеліє» у дев'ятому виданні Британської енциклопедії, які в цілому є критичними і спричинили неабиякий відгук у англійському богословському світі. Також Ебботом написаний «St Thomas of Canterbury, his Death and Miracles» (1898), «Johannine Vocabulary» (1905) і «Johannine Grammar» (1906).
Еббот також писав навчальні видання — його «Via Latina: перша книга латини» (1898) широко була поширена по закаладах освіти.

## Флатландія
Найвідомішою працею Еббота є повість «Флатландія. Повість численних вимірів» («Flatland: A Romance of Many Dimensions») (1884), що описує двовимірний світ і досліджує природу розмірів. Її часто відносять до наукової фантастики, хоча точніше було її вважати «математичною фікцією».
З появою сучасної наукової фантастики з 1950-х до наших днів Flatland переживає відродження популярності у колі поціновувачів наукової фантастики і кіберпанку. Flatland надихнула чимало мистецьких творів в кінематографі та літературі.